# Domus Flavia
La Domus Flavia era la parte "pubblica" e ufficiale del palazzo di Domiziano sul colle Palatino. Fu la prima ad essere costruita e corrisponde alla metà ovest del complesso. L'altra metà è occupata dalla Domus Augustana, la zona privata dell'imperatore, mentre sul lato est si trova lo Stadio palatino.

## Storia

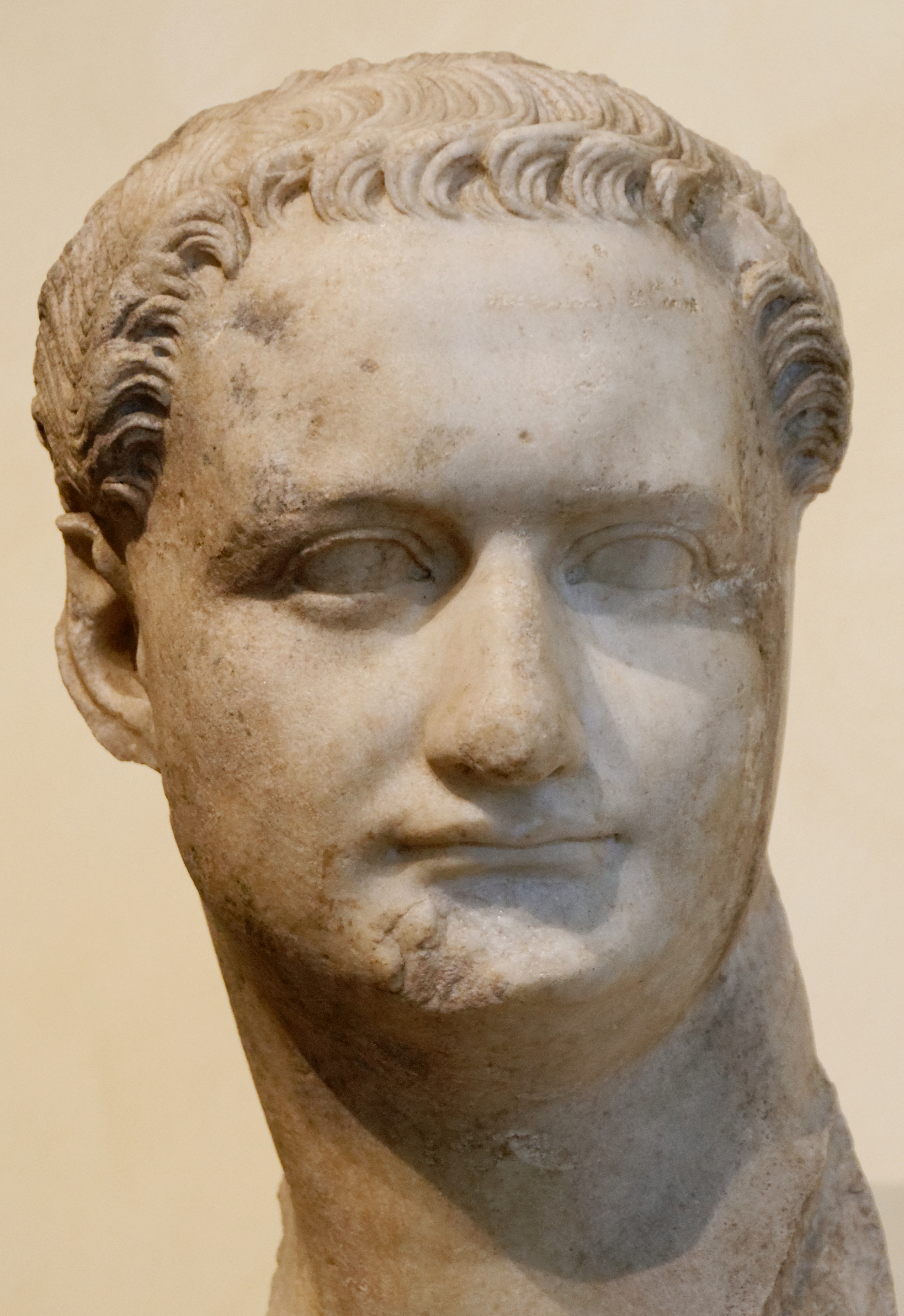
Domiziano secondo figlio di Vespasiano, che ordinò la costruzione della domus Flavia e Augustiana (Musei capitolini)

L'enorme complesso occupò tutta la parte centrale del Palatino dalla fine del I secolo, sostituendo edifici più antichi, databili dal periodo repubblicano a quello di Nerone. I lavori vennero iniziati poco dopo il grande incendio di Roma del 64. In seguito vennero diretti dall'architetto Rabirio (dall'81, anno dell'ascesa al potere di Domiziano) e furono conclusi nel 92.
Il primo che andò ad abitare il nuovo palazzo della Domus Augustiana fu Nerone. Dopo di lui fu la volta di Galba il quale fece collocare nella prima aula Regia (antecedente alla ricostruzione di Domiziano), un albero genealogico che lo faceva risalire a Giove.
Vespasiano, dopo essere stato acclamato dalle truppe imperator (1º luglio del 69), quando giunse a Roma nel 70, preferì risiedere negli horti Sallustiani, frequentando poco il palazzo sul Palatino, considerandolo più che altro un luogo pubblico aperto al popolo romano. Al contrario il figlio Domiziano, allora diciottenne (nel 69), abitò nella Domus Augustiana. E sembra che qui abitò anche il potente generale Gaio Licinio Muciano, prezioso alleato di Vespasiano al momento dell'ascesa al trono, in qualità di tutore del minore dei due figli del nuovo imperatore.
Il complesso venne scoperto e scavato nel XVIII secolo; seguirono presto veri e propri saccheggi che hanno irrimediabilmente compromesso lo stato dell'edificio.

## Descrizione della struttura
Sull'asse principale del complesso, quello nord-sud, si affacciavano sul peristilio, posto al centro, due grandiosi ambienti: sul lato settentrionale, la sala detta Aula Regia (sala per le udienze imperiali), mentre a sud vi era la cosiddetta sala da pranzo imperiale. Questa parte del complesso, scavata fin dal XVIII secolo, è stata nei secoli molto danneggiata ed oggi si può avere solo una pallida idea dell'antico splendore.

### Vestibulum: aula Regia, basilica e larario

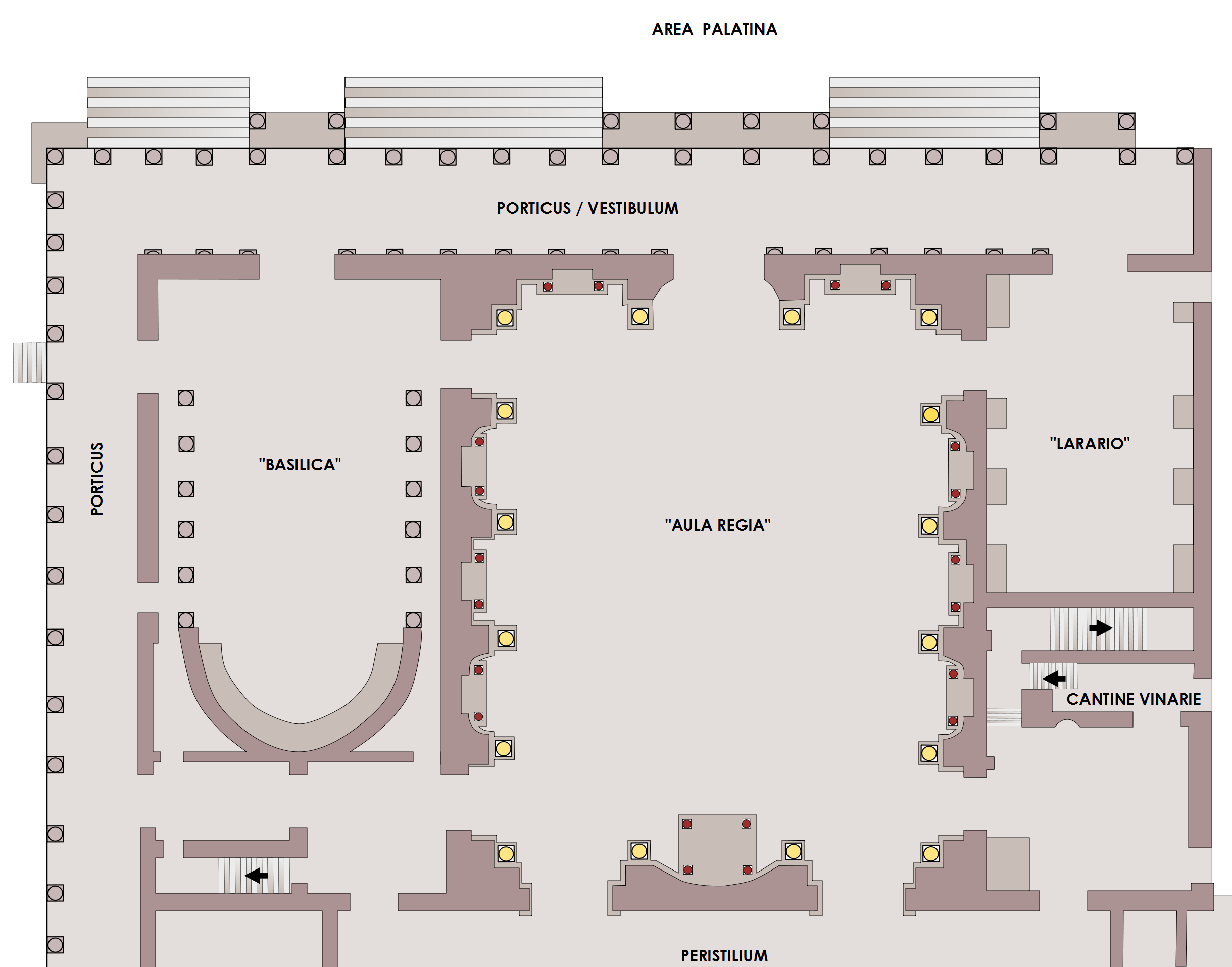
La parte settentrionale della Domus Flavia, il cosiddetto vestibulum della parte pubblica del palazzo di Domiziano.

Giungendo da nord, provenienti dall'area palatina, si giungeva alla parte della Domus Flavia che aveva la funzione di vestibulum. Lungo il lato occidentale era presente una basilica a base rettangolare con abside e pavimento in opus sectile a grandi riquadri: doveva essere divisa in tre navate da due file di colonne e forse ospitava l'Auditorium, il consiglio dell'imperatore che decideva le sorti politiche e amministrative dell'impero da quando il Senato aveva perso il potere; i materiali qui sistemati dai primi scavatori, che ancora oggi sono visibili, non sono pertinenti a questo ambiente. Sotto la basilica si trovano i resti della cosiddetta Aula Isiaca, di epoca augustea. Sempre lungo questo lato che dava verso ovest, si trovava un portico colonnato appoggiato al muro esterno; esso proseguiva verso nord girando poi probabilmente all'angolo, dove si doveva trovare la facciata principale. Sui muri del portico si notano dei rinforzi aggiunti in corso d'opera per sostenere la volta della basilica, o forse una terrazza superiore.
Al centro del vestibulum si trovava la cosiddetta Aula Regia, sul cui sfondo vi era forse un'edicola, il trono, oppure la statua di Giove Tonante, di cui si è scoperta la testa colossale. Ai lati due porte che davano al peristilio (a due ordini di colonne in marmo portasanta e pavonazzetto, con capitelli compositi). Lateralmente vi erano poi altre due porte che davano verso dei disimpegni con scale, posti sul retro del Larario e della basilica: dal primo si scendeva lungo una galleria che raggiungeva la domus Tiberiana; dal secondo, che era affrescato, si accedeva invece al secondo ordine del vicino peristilio. A fianco infatti dell'aula Regia (o "sala del trono") vi era sulla sinistra la basilica -auditorium e a destra da un ambiente rettangolare più piccolo, tradizionalmente chiamato "Larario" (con un tribunal sullo sfondo, dove era presente il colossus Palatinus, la statua colossale dell'imperatore): forse vi aveva invece sede la guardia pretoriana che proteggeva l'accesso al palazzo dall'alto del Foro. Sotto questo ambiente è stata scavata la Casa dei Grifi.
Il prospetto della facciata della Domus Augustiana, secondo molti studiosi, sarebbe rappresentato su un sesterzio emesso da Domiziano nel 95-96.

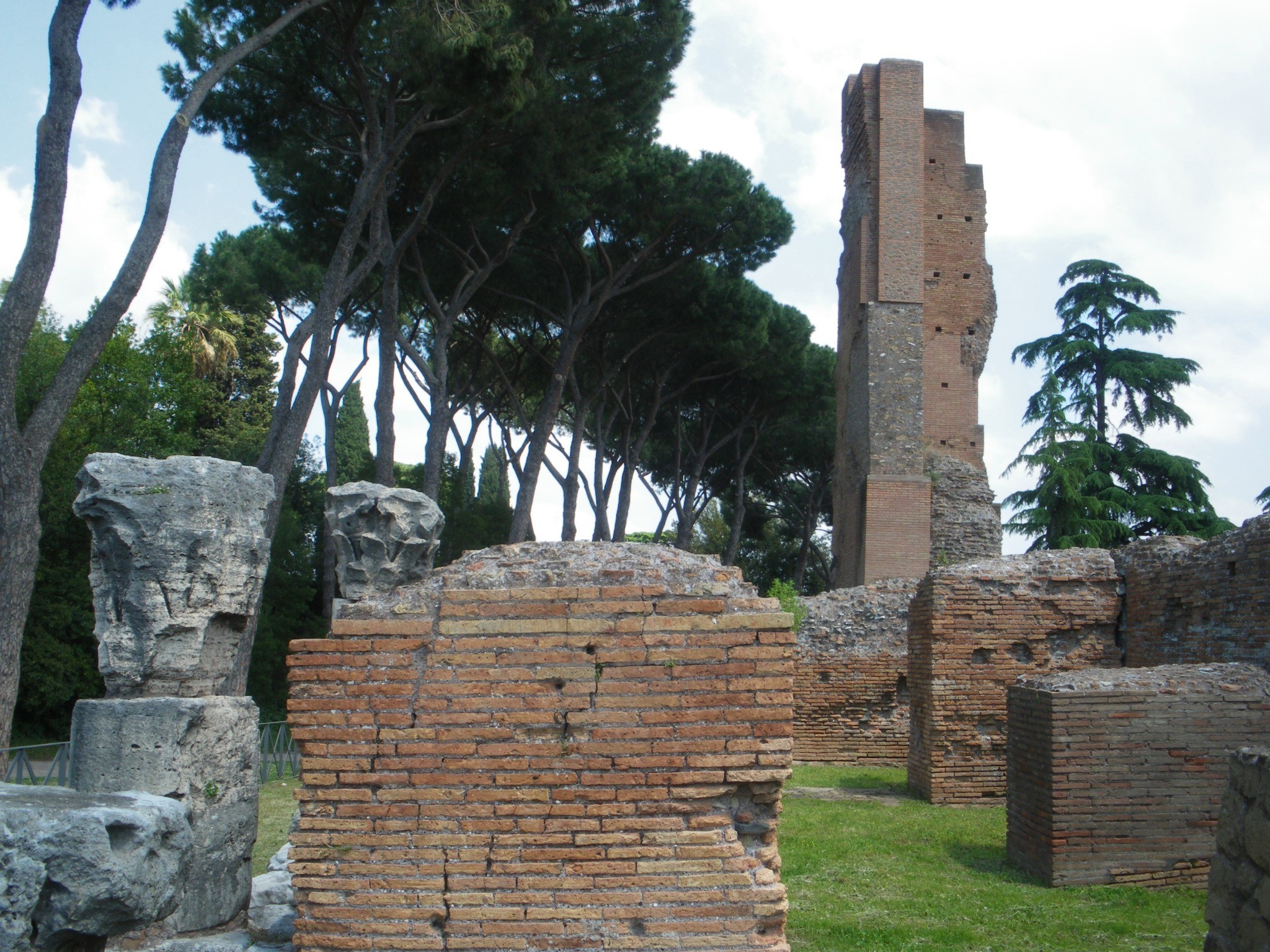
Il portico laterale (lato occidentale) della parte denominata vestibulum
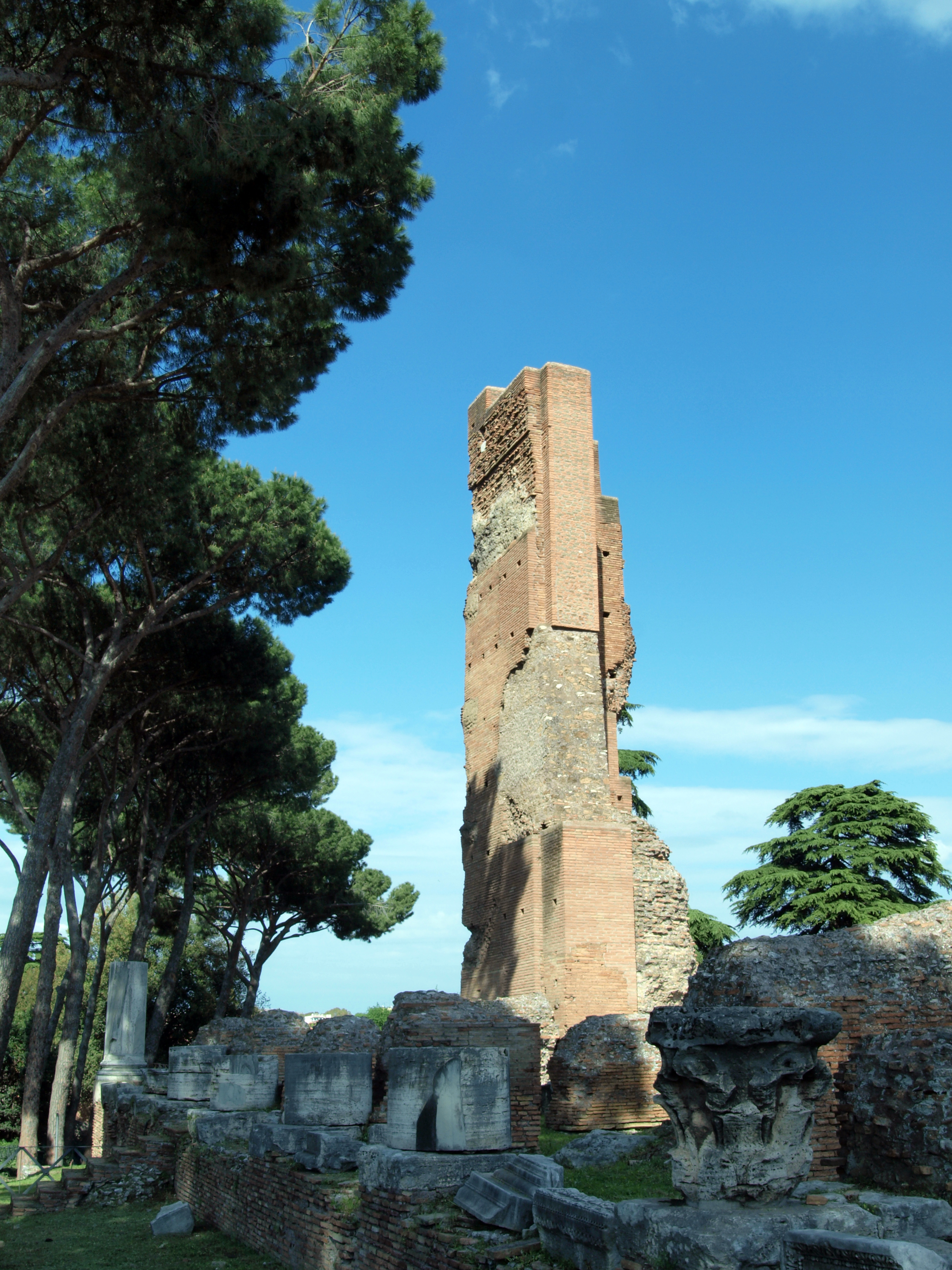
Sezione del portico colonnato in marmo cipollino che fronteggiava il muro esterno della Basilica e girava poi sul lato della facciata principale.
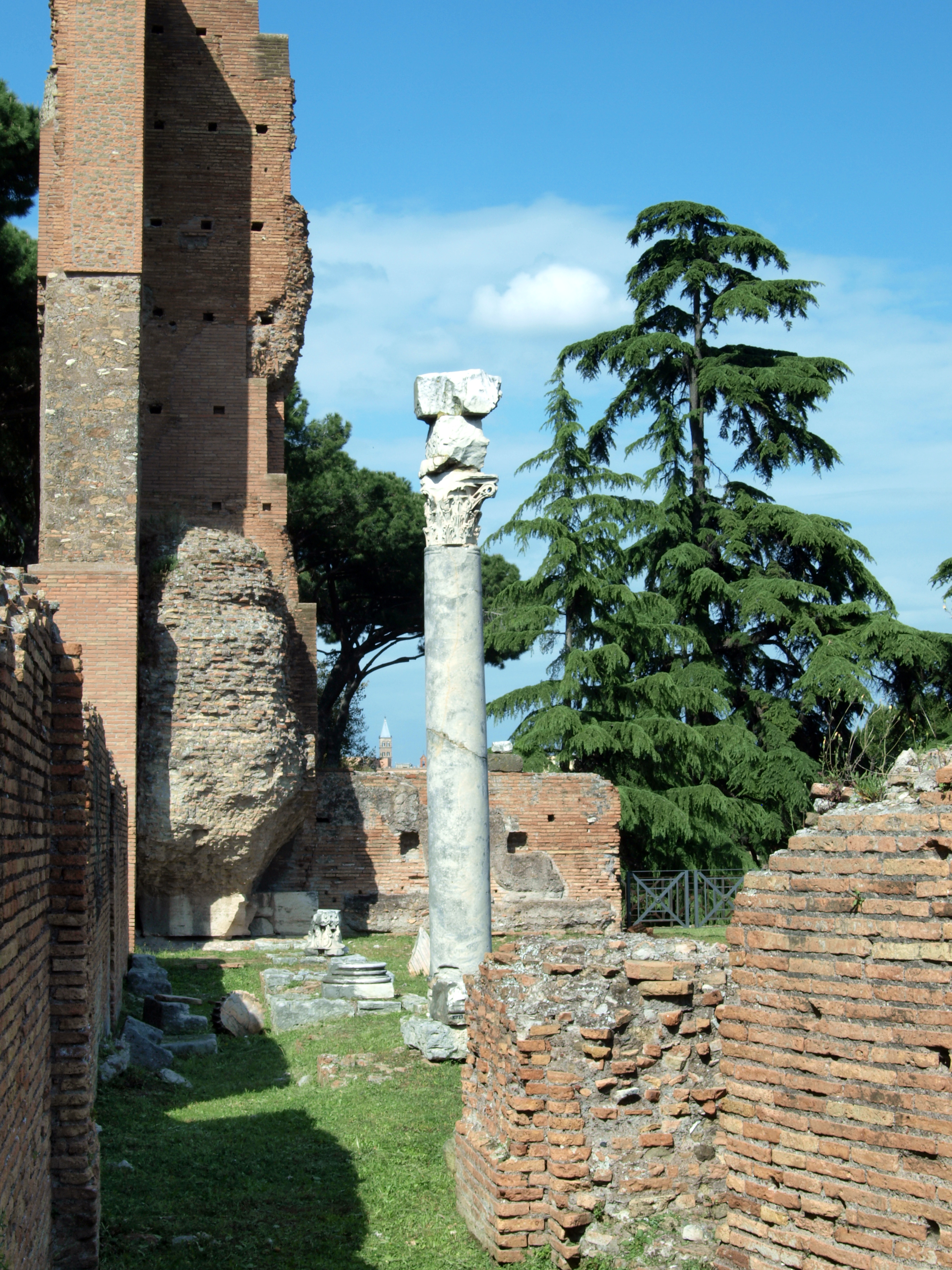
L'interno del lato nord-occidentale della Basilica
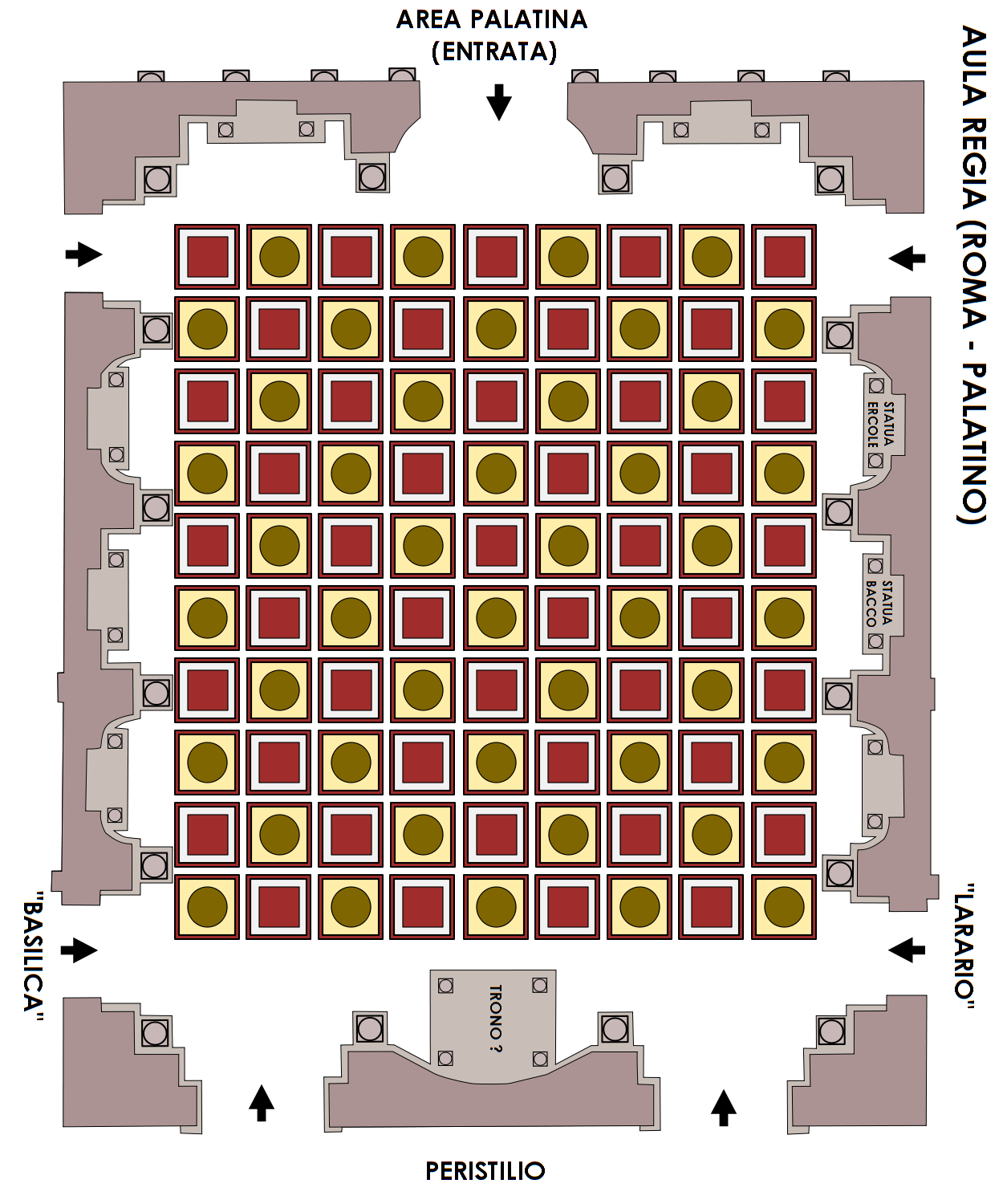
Pianta dell'aula Regia

### Peristilium: fontana ottagonale e varie salette

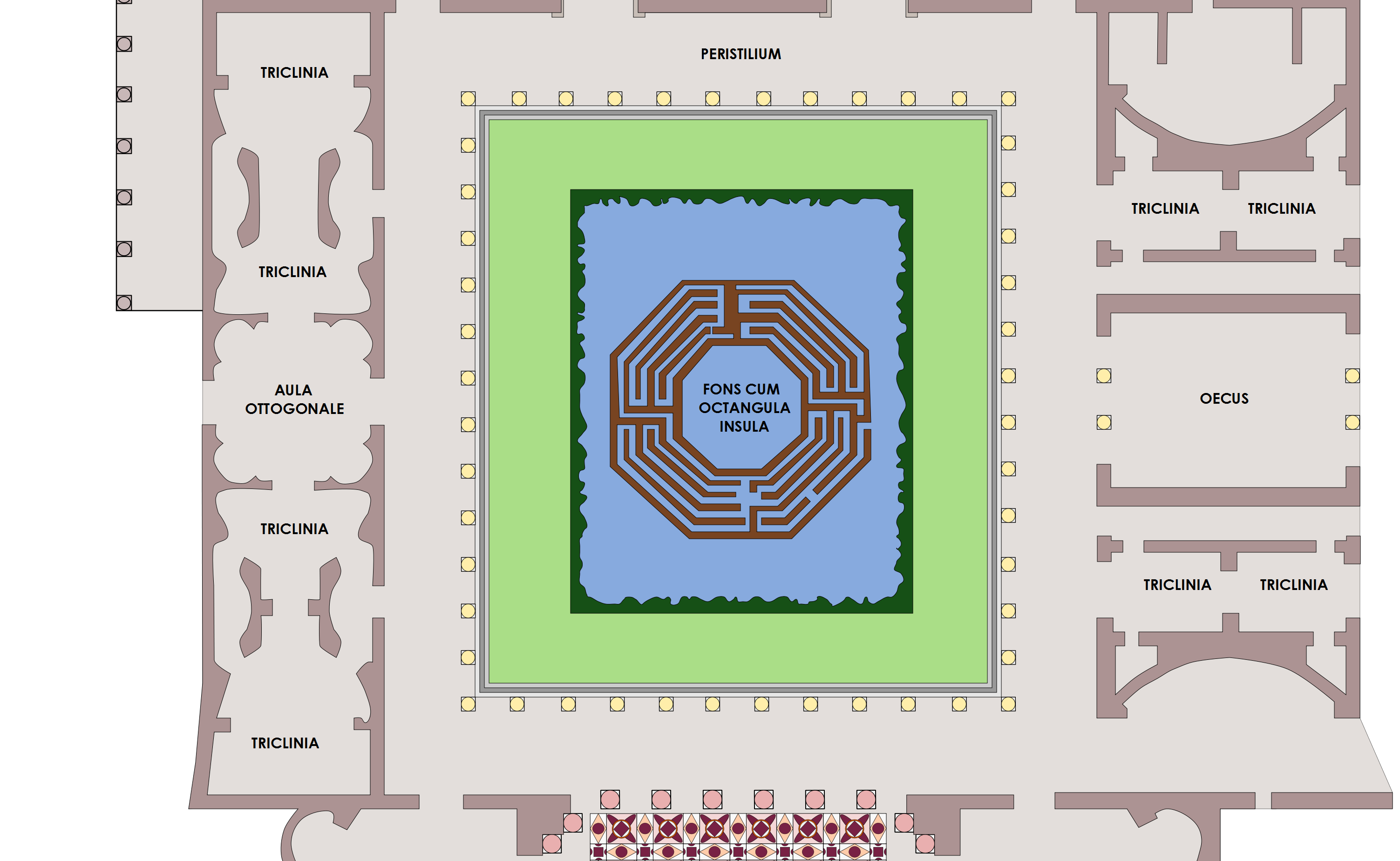
La parte centrale della Domus Flavia, il cosiddetto peristilium.

Il centro della Domus Flavia era un grandissimo peristilio rettangolare circondato da un portico di colonne in marmo della Numidia, delle quali si possono vedere resti delle basi, dei fusti e dei capitelli. Il centro del peristilio era decorato da una grande fontana ottagonale, con bassi muretti che disegnavano una sorta di labirinto: quello che si vede oggi è in larga parte frutto del restauro moderno, fedele però all'aspetto antico.
Sul grande cortile porticato a due ordini si affacciavano sui lati est e ovest una serie di sale triclinari. Lungo il lato ovest il primo ambiente che si incontra è l'aula ottagonale, affiancata a nord e sud da due ambienti più grandi dalla pianta mistilinea (formata da segmenti rettilinei e curvi) molto articolata. Proseguendo a nord si arrivava a un criptoportico che portava all'analoga struttura del corridoio neroniano, confinante con la Domus Tiberiana.

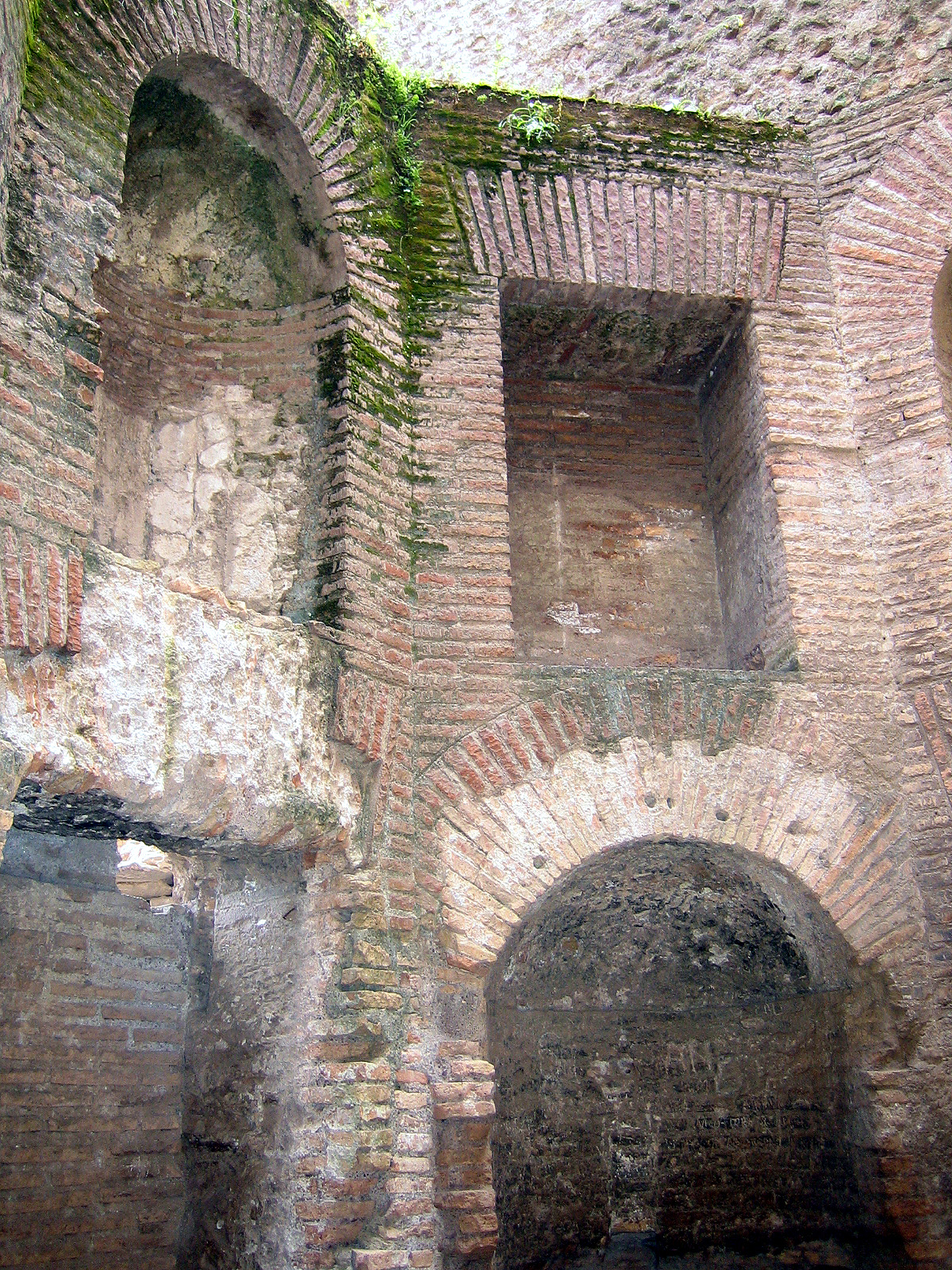
Sala ottagonale
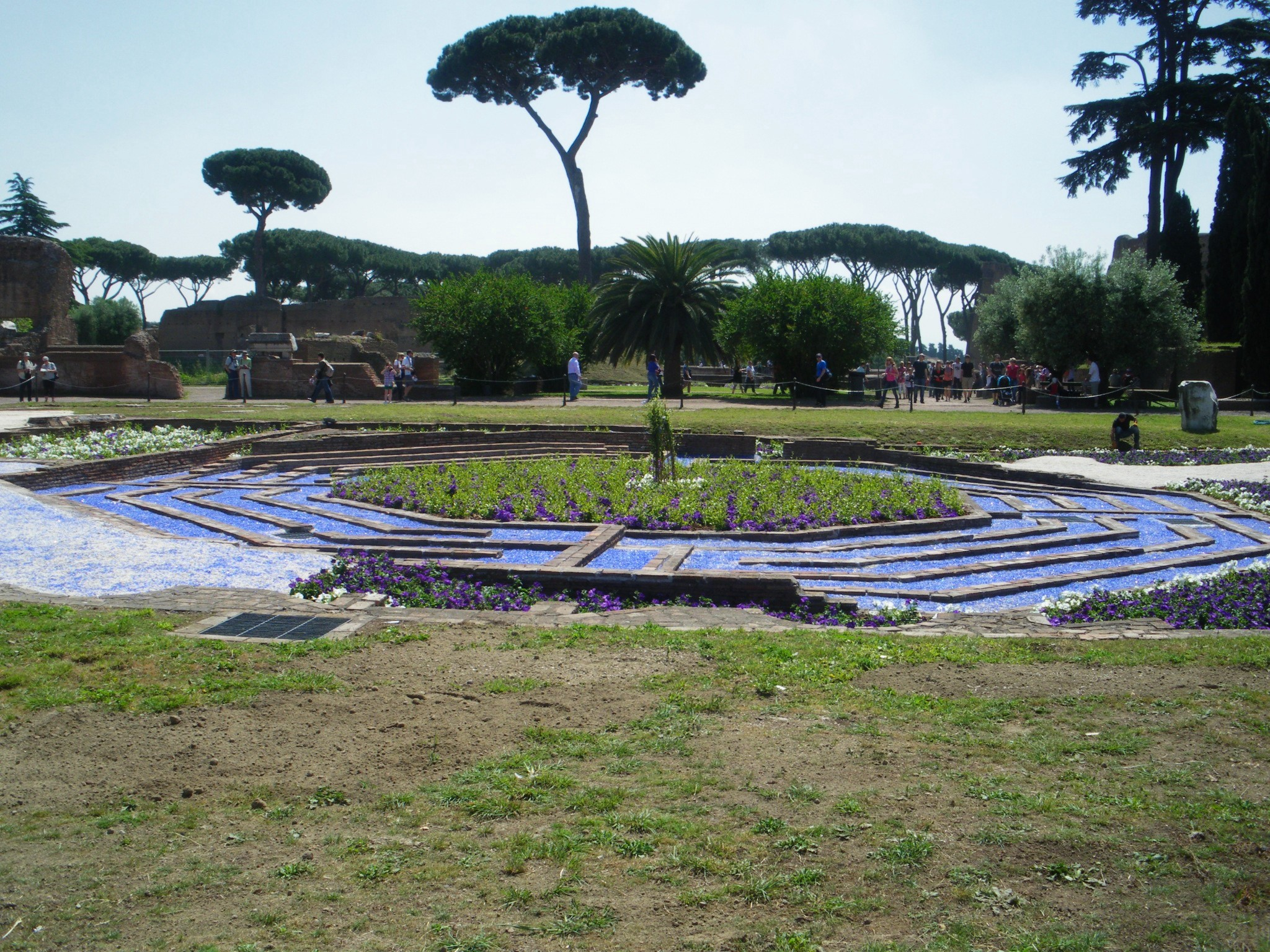
Fontana ottagonale al centro del peristilium
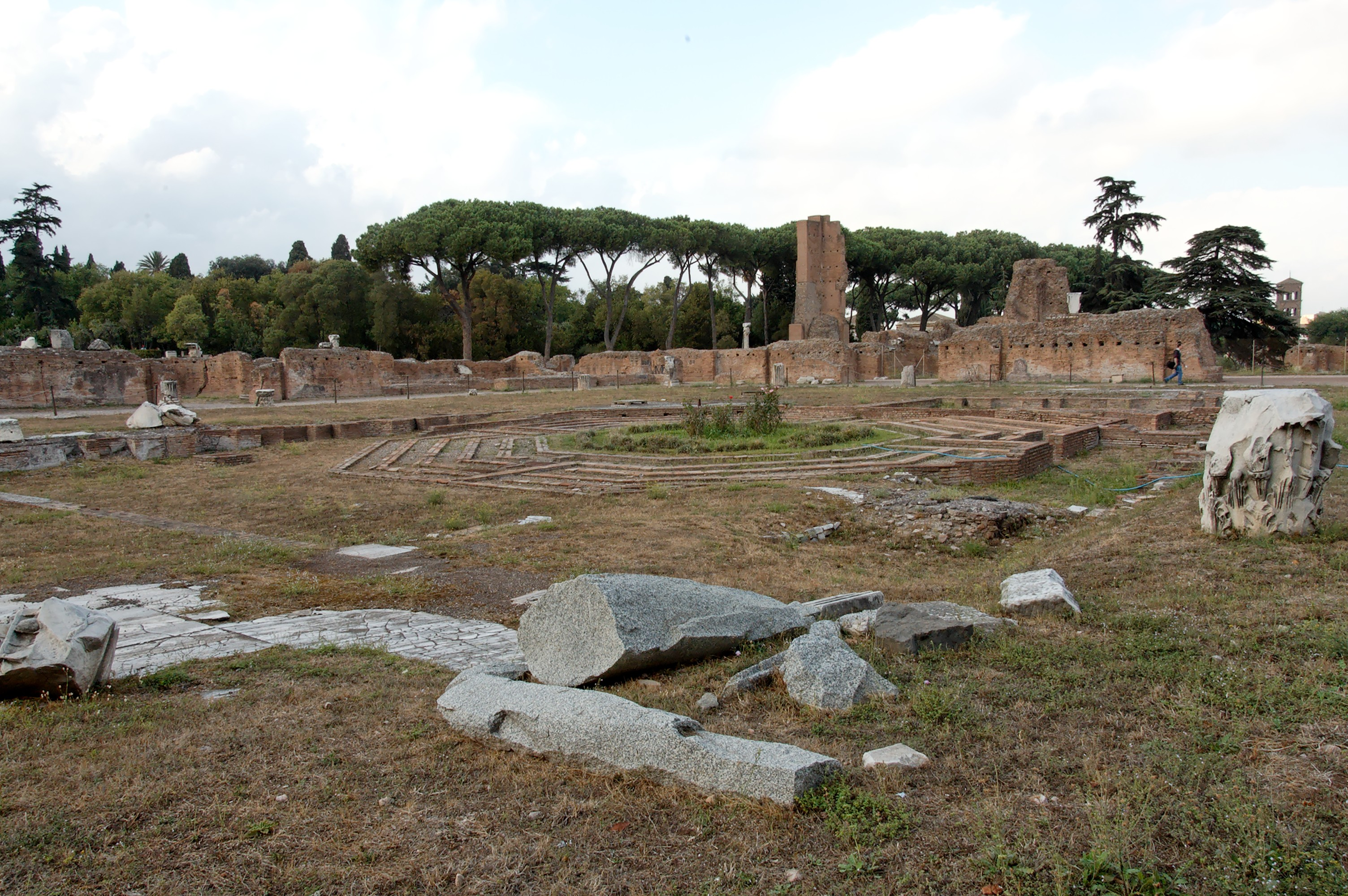
Parte nord della Domus Flavia. In primo piano il peristilio centrale con la fontana ottagonale. In fondo i resti dei muri appartenenti all'aula Regia e alle sale laterali ("basilica" e "larario")
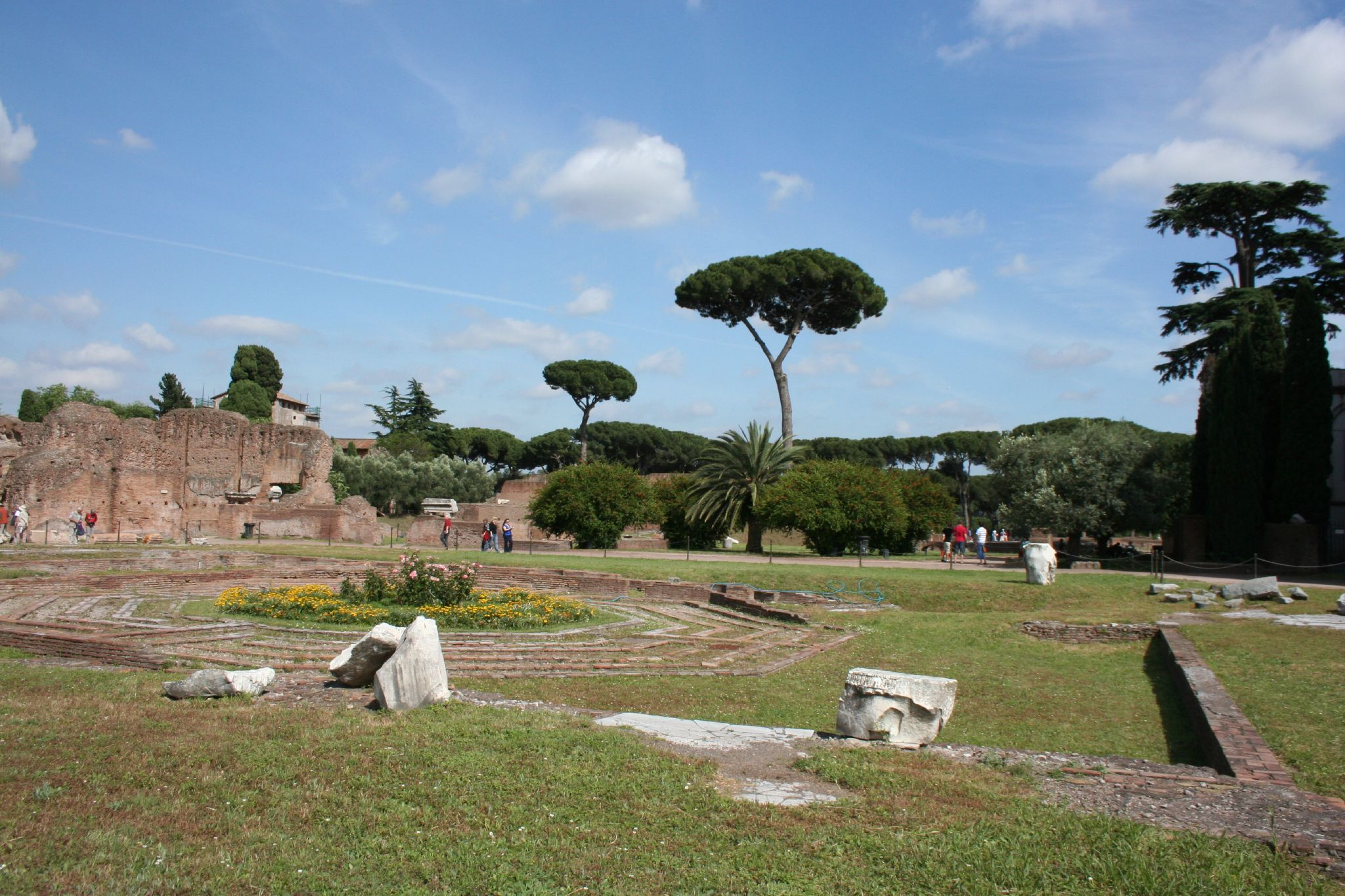
Il peristilio con sullo sfondo il lato orientale della parte pubblica, confinante con la Domus Augustana

### Triclinium:cenatio Iovis

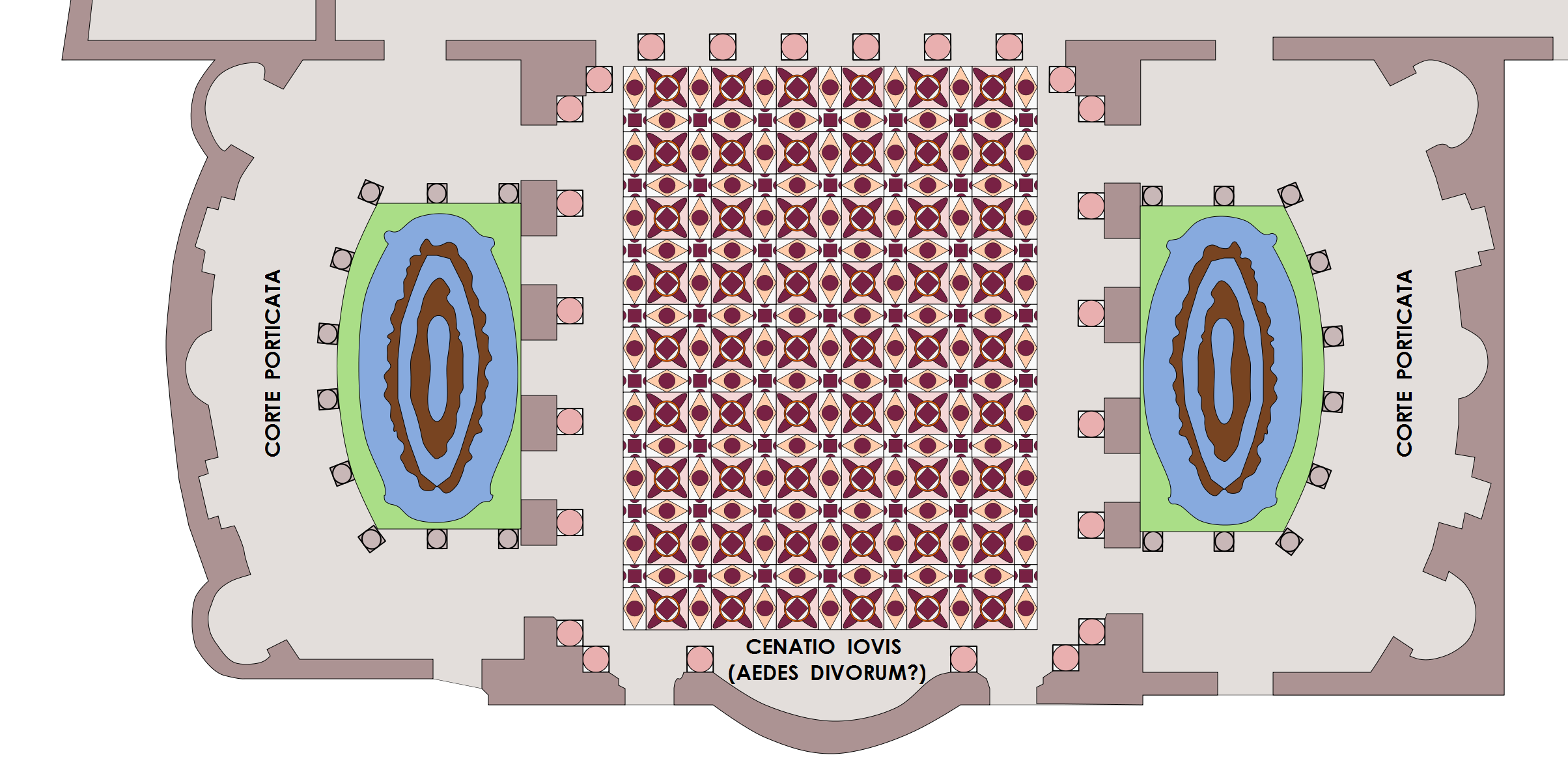
La parte meridionale della Domus Flavia, il cosiddetto triclinium (o cenatio Iovis) della parte pubblica del palazzo di Domiziano.

Il lato meridionale del peristilio è analogamente occupato da una grande sala centrale affiancata da due ambienti minori. La sala, grande poco meno della cosiddetta aula Regia ed identificata con la Cenatio Iovis (sala da pranzo imperiale, triclinio), misurava 941 m² ed aveva un'abside poco profonda; ci sono pervenuti vari resti della pavimentazione marmorea in opus sectile, che poggiava su un ipocausto, cioè un sistema di riscaldamento composto da camere sotterranee dove scorreva l'aria calda.
Il primo ordine interno era costituito da alte colonne in granito rosa con capitelli in stile corinzio. Il secondo ordine era caratterizzato da paraste in marmo bianco, per poi terminare forse con un terzo ordine, raggiungendo i 29,60 metri di altezza, simile a quella dell'aula Regia. Le pareti erano rivestite di preziosi marmi e il pavimento era in opus sectile; se ne è conservato un frammento nell'abside finale.
L'ambiente laterale di destra si è conservato piuttosto bene e presenta al centro una fontana ovale (in larga parte di restauro), che doveva allietare i banchettanti tramite le grandi finestre che qui si aprivano dall'ambiente accanto. Sotto la pavimentazione domizianea ne è stata rinvenuta un'altra ben più spettacolare, appartenente alla Domus Transitoria di Nerone.

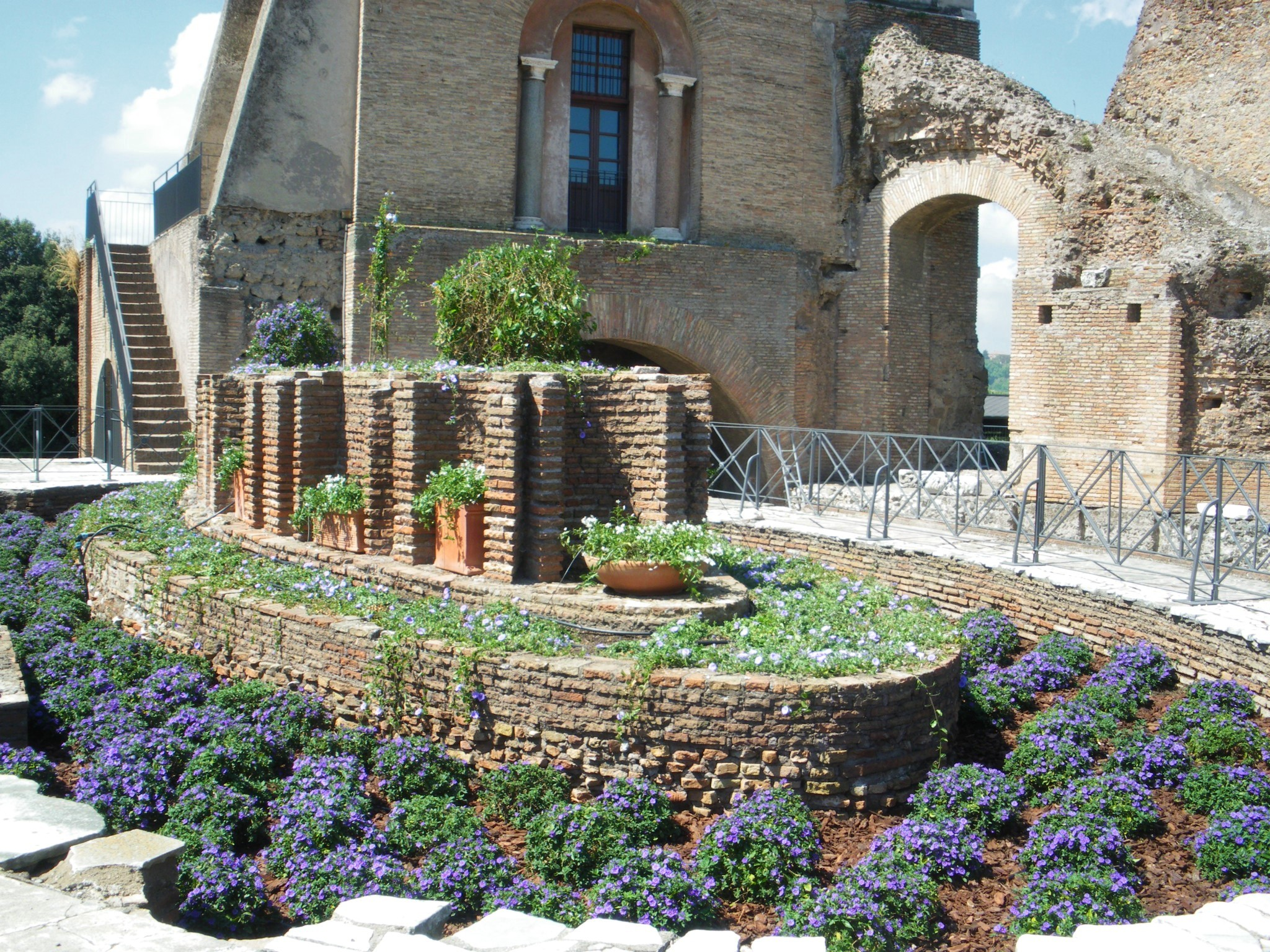
Una delle due fontane poste ai lati della sala denominata Cenatio Iovis
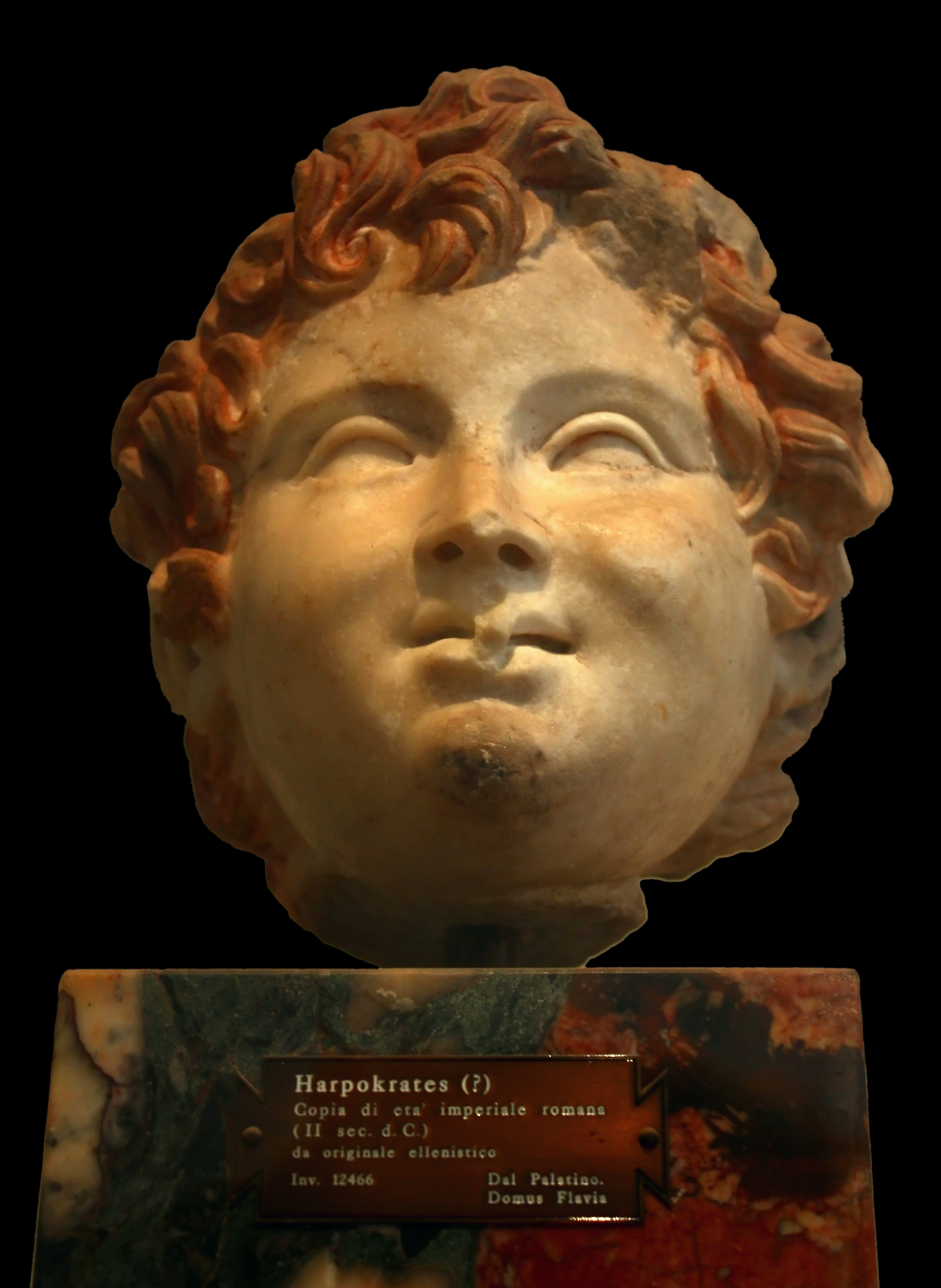
Copia di età imperiale romana (II secolo d. C.) da originale ellenistico.
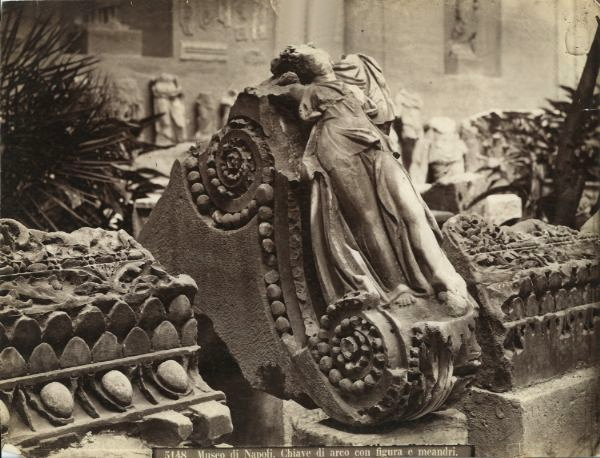
Chiave di arco con figura di Vittoria proveniente dalla Domus Flavia negli Horti Farnesiani, oggi al Museo archeologico nazionale di Napoli (Collezione Farnese, Sala I).
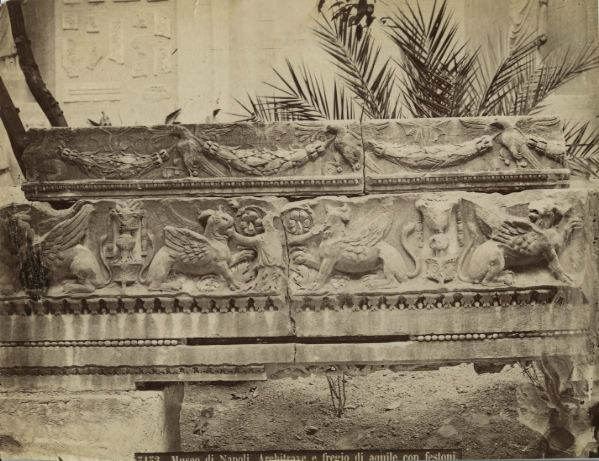
Architrave con fregio di leoni alati proveniente dalla Domus Flavia negli Horti Farnesiani, oggi al Museo Archeologico Nazionale di Napoli (Collezione Farnese, Sala I)

## Funzione
La funzione di questa parte di palazzo imperiale era "pubblica", vale a dire che aveva una funzione di rappresentanza legata alle udienze imperiali e le salutationes.